# 河东里站
河东里站位于甘肃省酒泉市金塔县航天路酒航路交界处西南，距离航天镇10公里，是清绿铁路一个中间车站，紧邻鼎新军用机场。現每天有兩對旅客列車停靠。